# のだめカンタービレの登場人物
のだめカンタービレの登場人物では、漫画『のだめカンタービレ』の登場人物について解説する。

## 主人公
野田 恵（）
演 - 上野樹里（幼少時代：森迫永依）、声 - 川澄綾子、金田朋子（チャンネル5.5）
愛称はのだめ。第1話の時点で桃ヶ丘音楽大学ピアノ科2年生。1981年9月10日生まれ、福岡県大川市出身。B型、身長162cm、ブラのサイズはD70。「のだめ（のだ めぐみ）」という愛称は中学の時、クラスに同名者が複数いたために付けられたもの。過去の出来事からピアノ演奏は楽しくがモットーとしている。
明るく人懐っこいが、生活態度は度を越してだらしがなく、掃除して数日で衣服やゴミが散乱するため「汚部屋」とも呼ばれる。お風呂は1日おき、シャンプーは5日おき（ドラマではシャンプーは3日おき）だが、本人は綺麗好きだと思っている。「ぎゃぼー」「うっきゅっきゅ」「むきー」等の奇声も発するため、千秋からは「変態」と称される。その一方で、根は心優しく繊細で(のだめの主観もあるが)ありえないと思ったものには動揺もする。感情的になると大川弁が出ることがある。ショックなことがあると白目を剥く。料理の腕前は酷いが、本人曰く「おにぎりと鍋料理は失敗したことが無い」。ただし、彼女が作ったカレーを食べたターニャとフランクとムッシュー長田は体調不良を起こした（のだめカレー事件）。美味い食事をするのが大好きで千秋の作る料理に目が無い。マンガとアニメが好きで、特に人気アニメ「プリごろ太」（劇中劇）は全ての台詞を暗記し、後にフランス語版プリごろ太でフランス語を習得してしまうほどのファン。妄想癖なところがあり、千秋曰く、「変態の森」なるものを生み出している。
耳が良く、一度聴いた曲は楽譜無しでも弾きこなしてしまう。幼少時のピアノ教室での過度の指導がトラウマとなっており、音大入学まで正規のレッスンを受けておらず、即興での自己流作曲は得意だが読譜や初見演奏は不得手としている。将来は幼稚園か小学校の先生になることが夢だったが千秋と出会い、追いつきたいという思いから次第に上昇志向が芽生えてくる。そのために出場したマラドーナピアノコンクール本選では入賞には届かなかったが、審査員だった高名なピアニストのオクレールの目に留まり、フランスのコンセルヴァトワールへ留学するために大学を中退して千秋と共に日本を離れた。当初はフランス語を話せなかったが、上述の方法で瞬く間にフランス語の日常会話や授業には困らなくなる。留学してからサロンコンサートを行う等、演奏活動も少しずつ始めた。
千秋とRuiのラヴェルの協奏曲、シュトレーゼマンと自分のショパンの共演から受けた衝撃で一時失踪したが、無事にコンセルヴァトワールを卒業しており、その後日本でのソロコンサートに向け帰国し、以降世界を股にかけて演奏活動をしている。
のだめにはモデルとなった同姓同名の実在の人物がいることが作者によって明かされている。のだめの「部屋を片付けられない」「おにぎりが得意料理」「アニメ好き」などの特徴は彼女が由来。ドラマ及びアニメのオリジナル曲「おなら体操」の作曲・共同作詞者。アニメの大川弁監修者。作中に登場する「みそ字」の作成者。元々二ノ宮のファンであった彼女が、ウェブサイトに「のだめ」というハンドルネーム（元々これは彼女のあだ名だった）で、自身がゴミ溜めの部屋の中でピアノを弾く写真を送ったことから、二ノ宮が興味を持った。コミックスでは「リアルのだめ」と呼ばれ、巻末の取材協力者の常連となる。
千秋 真一（）
演 - 玉木宏（幼少時代：藤田玲央）、声 - 関智一（幼少時代：沢城みゆき）、梶裕貴（チャンネル5.5）
指揮者を目指すエリート音大生。1981年2月17日生まれ。身長181cm、血液型O型、フランス生まれの神奈川県育ち。
世界的に有名なピアニスト・千秋雅之と資産家令嬢・三善征子の一人息子。パリに生まれ、幼少期を欧州にて過ごす。帰国子女でフランス語、ドイツ語、英語を使えるマルチリンガル。さらに金持ち、容姿端麗、頭脳明晰で家事までこなす。完璧主義で自分にも他人にも厳しい一方で世話好きで面倒見の良い一面もあり、自然と人を惹きつける。本作は彼の視点で描かれている。料理の腕前はパリでの友人達から「厨房のマエストロ」と称されるほど。作る料理は殆どが洋食。いなごは震えるほど嫌いらしい。のだめに対してよく罵り暴力を振るうが、普段の言動とは裏腹に周囲公認のパートナーとなっている。
幼少期に観たヴィエラの指揮に感銘を受け、指揮者を目指し独学で勉強を開始するが、幼少時代のトラウマから来る飛行機恐怖症かつ船舶恐怖症のため、海外留学を夢見るも指揮科で実践を積むことさえも諦めてしまっており、長らく日本から脱出できずにいた。のだめ達と出会ってから他人との接し方に変化が生まれ、大学で所属していたSオケ解散後はニナ・ルッツ音楽祭で知り合った三木清良と2人でR☆Sオケを立ち上げる。その後、のだめの催眠術でトラウマから解放され、飛行機に乗れるようになり晴れてフランスへ留学。ただし現在でも飛行機に乗るのは大変苦手で、搭乗中は震えが止まらないままだった(「可能な限り乗りたくない」と語っており、スペインへの移動に際し夜行列車を使用した)。のだめ同様、精神的ショックなことがあると白目を剥いている。
フランスでの指揮者デビュー後にのだめと恋人同士となるとそれまでと立場が変わり、逆にのだめの交友関係に嫉妬するようにもなった。のだめには面倒と思いつつ頭が上がらない。彼女がシュトレーゼマンとの共演後、失踪した時に初めて身を持ち崩す。
指揮だけでなくピアノとヴァイオリンの演奏も本場のプロに匹敵する腕前。指揮指導で言葉だけでは上手く意図が伝わらぬ時は実際に演奏して指示を出している。特にヴァイオリンは大学入学までは練習に力を入れ、今でもピアノよりヴァイオリンのほうが自信があると発言している(後述の俊彦から、ヴァイオリンが前より下手になったと指摘されたのを気にしてか、渡仏後に自主練習することがある)。
現在、パリのルー・マルレ・オーケストラの常任指揮者。愛車はフランスで購入したルノー・メガーヌ・ルノー・スポール。

## 指揮者とその関係者
フランツ・フォン・シュトレーゼマン (Franz von Stresemann)
演 - 竹中直人、声 - 小川真司、FROGMAN（チャンネル5.5）
世界的に有名なドイツ人指揮者。千秋の師匠。かつてはマルレ・オケの常任指揮者を務めていた。6月3日生まれ、血液型O型、身長180cm。
自身の鋭い音楽性はもちろん、落ちこぼれと馬鹿にされている人間の才能や資質を見抜くなど、音楽に関しては超一流だが、私生活では相当なエロジジイである。野球拳が大好き。独身。家は裕福、真面目で優秀なピアニストの兄がいる。健康のために様々な食品を混合したマーメイドジュースを愛飲。嫌いなものは、風邪薬（苦いから）とニンジン、シイタケ、数の子。とてつもない日本通であり、合コンなどの風習も把握。日本語もかなり堪能だが漢字は読めない。
来日した際、「ミルヒ・ホルスタイン (Milch Holstein) 」という偽名を使っていたため、のだめには未だにミルヒーと呼ばれる。隙あらば行きつけのクラブ「ワン・モア・キッス」に姿を消し、日本のみならずパリ支店にものだめを連れ込んだ。クラブではホステス相手にセクハラまがいの悪戯に出ることも。
桃平美奈子（ミーナ）、カイ・ドゥーンとは音大時代の同級生。特にカイ・ドゥーンとは喧嘩友達のような間柄である。学生時代はピアノを学んでいたが、桃平に助言され、指揮者に転向したことが、主人公達の話を廻る話の源流となっている。ヴィエラとは彼の妻を口説こうとしなどのいきさつから犬猿の仲で、初めて会ったばかりの千秋が彼を尊敬していると知るや、「貴方が嫌いです」と言うほど。わがままな性格で、指揮者の友人はジェイムズ・デプリーストしかいないらしい。本来のマネージャーはエリーゼだが、彼女がいない時は千秋が代役を務める。
桃ヶ丘音大の理事長をしている桃平との縁で来日。「大学中のヘタクソと変わり者」（千秋談）を集めて遊びでSオケを結成し、「ヴィエラの弟子なんかにして置くのは勿体無い」の理由から千秋を弟子にとる。師として厳しくも正しく導き、音楽に対し一切妥協しない本物の「世界の巨匠」。教え子たちには暖かく的確に接する、優れた指導者としての一面も持つ。「昔の自分を思い出させてくれる、困った子」とのだめを評価して気遣いながら優しく接し、幼少時の過度な指導が心の傷になっていた彼女に真剣さを取り戻させた。
演奏旅行で千秋とプラハを訪れた際に彼の背中を押した結果、千秋はのだめと恋人同士になり、間接的にキューピッド役を果たした。Ruiと千秋の共演に落ち込んでいたのだめと再会すると自分と彼女の共演を提案した。のだめの失踪後はロンドンで十数年ぶりに再会した年下のオクレールに、のだめのことで相談すると「何もしないで下さい」と言われ落ち込む。
年のせいで耳が遠くなってきており、積年のライバルであった同い年(後述のテオ談・のだめをロンドン響楽団員達に紹介した時は73歳と自称)のリッピも死んだことから音楽家としての終わりが近づいてきていることを薄々悟っているためか、苛立ちを募らせて不可解な行動を取り、エリーゼや千秋を困らせることが多くなっている。
ドラマでは本物の外国人指揮者が演じていたヴィエラに対し、竹中直人がカツラやメイク等を駆使して演じている。また、貴族を示す「フォン」vonが省かれ、フランツ・シュトレーゼマン Franz Stresemann となっている。
エリーゼ
演 - 吉瀬美智子、声 - 川上とも子、佐久間紅美（代役）
シュトレーゼマンの敏腕マネージャーであるドイツ人。
一方で、頻繁にバカンスを取り、千秋に業務を押し付けている。用心棒のオリバーを従え、シュトレーゼマンを裏で操る。好物はビーフジャーキーでかなりナイスバディ。千秋とはドイツ語で話す。
ジャンのファンであり、一目見た瞬間にファンクラブを結成しようとした。プラティニ国際指揮者コンクールで千秋がジャンに勝ったことから「砂漠のプロメテウス作戦」と称し、千秋を無理矢理シュトレーゼマンと同じ事務所に入れさせ、仇を討った。後にのだめも半ば強引に事務所に入れさせ、オリバーと共に事務所を切り盛りする。
オリバー
声 - 安元洋貴
エリーゼの用心棒であるドイツ人。サングラスをかけている（初登場時はかけていなかった）。
主な仕事はシュトレーゼマン（と千秋）の捕獲。故郷の教会の合唱団に所属している。千秋を拉致する時に「大丈夫！痛くないから！」と叫んだり、ノエルに千秋を晩餐に誘ったりと、見た目に反して凄く優しい。
セバスチャーノ・ヴィエラ (Sebastiano Viella)
演 - ズデネク・マカル（日本語吹替 - 青野武）、声 - 江原正士
1月23日生まれ、血液型B型、身長187cm。
世界的に有名なイタリア人指揮者。
千秋が子どもの頃から師と仰ぐ人物で、おもちゃが好きで少年のような心の持ち主（テレビドラマ版ではたまごっちが縁で千秋と親しくなる）。千秋の父とは友人同士だが、千秋よりはおもちゃのほうが大切らしい。千秋と過ごした期間は短く、指揮の手解きもほとんどしていない（モーツァルトの奇癖など妙な事を教えていた）が、今でも「弟子」として気にかけている。千秋の話では、今はオペラ座で指揮をしている様子。シュトレーゼマンのライバルであったイタリア人指揮者サルヴァトーレ・リッピの弟子であり、シュトレーゼマンとは犬猿の仲。不仲の理由は、「店でたった1個だけ残っていたおもちゃをシュトレーゼマンと取り合いをしたこと」とあるが一番の理由は「シュトレーゼマンが妻に言い寄ったこと」から。
松田 幸久（）
演 - 谷原章介、声 - 東地宏樹
千秋留学のため、R☆Sオケの後任として千秋本人により招聘された指揮者。パリのR管から日本のMフィルを指揮するために帰国していた。
性格はシュトレーゼマンに通じる部分が多々あり、本人も密かに尊敬している。周囲から性格は歪んでいるが音楽の腕は確かであると評価されている。一見軽く見えるが、音楽に対しては真摯であり、当時恋人であった大富豪の娘からR☆Sオケを馬鹿にされた際に怒りを表して絶縁した。
『のだめカンタービレ 巴里編 OVA Lesson 79 Mフィルいただいちゃいました。』の主役。
ジャン・ドナデュウ (Jean Donnadieu)
演 - ジリ・ヴァンソン、声 - 森川智之
5月14日生まれ、身長182cm。
フランス人の若手指揮者。ヴィエラの弟子。「プラティニ国際指揮者コンクール」で千秋と優勝を争った。
華やかで才能があり、ルックスも性格も良い才色兼備の青年。ゆうこという日本人の彼女がおり、よく人目をはばからずにイチャイチャしている。「黒王子」千秋に呼応して「白王子」と称され、そのあだ名が示すように実に華やかで流麗な音楽創りをするが、同時に、どのような曲にもそのような姿勢で臨んでしまうため、演奏に深みが欠けるという大きな欠点も有している。現在デシャン・オーケストラの常任指揮者。気に入った中古車を取られて千秋に「僕はデシャンでマルレをつぶす」と息巻いていた。登場シーンは薔薇に囲まれていることが多い。性格はやや誇大妄想。トランプで千秋に連敗している。
単行本の巻末によるとモデルとなったリアルジャンがいる模様。
並木 ゆうこ（）
演 - 山口紗弥加、声 - 進藤尚美
ジャンの恋人。
負けず嫌いで気が強く、ジャンも頭が上がらない様子。コンクールでの曲決めの際、ジャンが得意とするジャンルをくじで引き当てることが多く、ジャンはゆうこを「幸運の女神」と言っている。
度々「千秋・のだめ vs ジャン・ゆうこ」(主にのだめVSゆうこ）の形で場外戦を展開している。のだめと対峙する際は、のだめがマングースなのに対してゆうこはハブに例えられている。
のだめの「千秋の師匠はミルヒー・ホルスタイン」発言で、のだめがシュトレーゼマンの使ったあからさまな偽名を彼の本名と受け取っていたことを馬鹿にしていた。のだめ達と会えば必ず口喧嘩をしているが仲が悪いのではなく本音で言い合える喧嘩友達である。実際、千秋のデビューを知った彼女はのだめに（憎まれ口を叩きながらであるが）祝福の電話をしている。年齢はのだめより8歳年上。単行本の巻末によるとモデルとなったリアルゆうこがいる模様。
片平 元（）
演 - 石井正則、声 - 鈴木琢磨
「プラティニ国際指揮者コンクール」に出場した日本人指揮者。
フランス語が話せず、千秋に通訳してもらっていた。年齢制限ぎりぎりの30歳で、このコンクールで初めてファイナリストになり、優勝は逃したもののプロのオーケストラから客演依頼を受けるようになった。滞空時間まで計算されたジャンプを用いたダイナミックで独特な指揮が持ち味。妻と娘が日本におり、愛妻家。コンクール関係者のフランス人たちからは、フランス語では「h」を発音しないため「カタイラ」の愛称で親しまれている。
千秋と峰のパリでの再会で休止状態だったR☆Sオケの客演指揮に推薦された。
『七つ屋 志のぶの宝石匣』第11巻で市民オーケストラの指揮者として登場する。
片平 理々子
片平元の妻。コレペティトゥール（歌唱指導者）。夫が千秋不在のR☆Sオケの客演指揮を務めたこともあり、信頼を得る。白薔薇歌劇団の音楽稽古は副指揮と称する大河内の邪魔が入り、まともな指導が出来なかった。
ジェームズ・デプリースト (James DePreist)
演 - ジェイムズ・デプリースト（本人）、声 - 石住昭彦
連載当時、東京都交響楽団常任指揮者を務めていた実在のマエストロ。作者との対談がきっかけで登場するようになる。
千秋のパリデビュー公演を見て気に入り、マルレ・オケの常任指揮者に指名した。ライブラリアンのテオからは「デプさん」と呼ばれており、千秋には「ジミーでいい」と気さくに応じている。
作中ではマルレ・オケの音楽監督を兼任しており千秋の上司にあたるが、都響の仕事で来日中のため、千秋と直接会っていない。
日本の大相撲が大好きで、貴乃花や魁皇のファンだったとのこと。
シュトレーゼマンの唯一の指揮者の友人である。

## Sオケ関係者
峰 龍太郎（）
演 - 瑛太、声 - 川田紳司
1980年7月27日生まれ、血液型B型、身長182cm、東京都出身。
桃ヶ丘音楽大学の裏にある中華料理屋「裏軒」の一人息子。非常に過保護な父を持ち、また本人も「ファザコン」。千秋とのだめの親友。自己陶酔型のヴァイオリン奏者。ヴァイオリン科に在籍し千秋や清良と同い年だが、成績不良で1回留年したため、のだめと同学年。そのため「留年太郎」という不名誉なあだ名を持つ。
幼少時にジュニアのコンクールで3位をとる。当初はエレキヴァイオリンを愛用し完全なロック志向だったが千秋と出会い、クラシック一本でやって行くことを決意。シュトレーゼマンによりSオケのコンマスに抜擢、ニナ・ルッツ音楽祭に参加しヴァイオリニストとして成長を遂げていく。R☆Sオケには結成当時から参加し、初期主要メンバーが抜ける中でR☆Sオケの中核として支える。清良とは、R☆Sオケの活動を通じて彼女のヴァイオリンの音色に惹かれ押し掛け弟子になり、そのまま恋人同士になり遂に結婚にまで至った。桃ヶ丘音大卒業後は、実家の手伝いをしながらR☆Sオケの活動を続ける。
海外編では、清良がカントナ国際コンクールヴァイオリン部門に出場した際にパリまで応援に駆けつけ、のだめや千秋と再会する。日本編では、かなり重要な人物。番外編では、何故かオペラ魔笛の演出を担当する事になり、最終的にはプロの演出家となる。
奥山 真澄（）
演 - 小出恵介、声 - 藤田圭宣
1981年1月4日生まれ、血液型AB型、身長170cm。
体は男でも心は常に乙女チックな打楽器奏者。山形県出身。千秋と同学年。アフロヘアーと口ひげが特徴的。あだ名は「ティンパニーの真澄ちゃん」、千秋の命名「モジャモジャ」、自称「打楽器の女王」。
極度の閉所恐怖症のため練習室に長時間いられない。人間メトロノームと言われるほどの正確なテンポを刻む。大学の階段で転びそうになった所を千秋に助けられて以来、熱烈に慕うように。千秋につきまとうのだめに「死んじゃえ委員会」と称して嫌がらせをし、彼をめぐって勝負をするが彼女との仲は悪い訳では無い。元はAオケのメンバーだが、リハーサルの見学に来た千秋の気を引こうとし、踊りながら演奏したことでAオケを追い出されSオケに参加する。卒業後は在京オーケストラ・新都フィルのオーディションに合格。プロとして活動しながらR☆Sオケにも参加。
奇人・変人の揃ったSオケの中でもその特異なキャラクターが目立つ。ニナ・ルッツ音楽祭に準備をして参加したり、卒業演奏会（第31話）でも軽い練習などないと発言するなど努力家。日本編では、峰と同じくかなり重要な人物である。
鈴木 萌（）
演 - 松岡璃奈子、声 - 柚木涼香
「Sオケの叶姉妹」の姉で薫と双子のフルート奏者。髪は緩いパーマ。
卒業演奏会へ出演できたが、千秋にR☆Sオケへの入団を断られる（第31話）。しかし彼の目論見どおりに腕を上げ、CDアルバムを出し「クラシック界の叶姉妹（アニメではゴージャス姉妹）」と呼ばれるまでに。第49話でR☆Sオケの新メンバーとして参加。第111話で木村に恋していると判明し、終いには結婚。
Gカップであり、原作ではカラオケの十八番は薫とのデュエットをする「恋のGカップ」。ドラマで演じた松岡璃奈子は実際に双子だが、璃奈子のほうが妹である。
鈴木 薫（）
演 - 松岡恵望子、声 - 小野涼子
「Sオケの叶姉妹」の妹で萌と双子のクラリネット奏者。髪はストレート。
萌と同じく卒業演奏会へ出演したが、R☆Sオケへの入団を断られる。第49話では萌とともにCDを出し、晴れてR☆Sオケの新メンバーに。姉同様、こちらもGカップ。玉木に思いを寄せられているが気づいていない。ドラマで演じた松岡恵望子は実際に双子だが、恵望子のほうが姉である。
佐久 桜（）
演 - サエコ、声 - 能登麻美子
身長148cmと小柄ながらコントラバス奏者。背負って歩くとコントラバスが歩いているように見える（通称：妖怪コントラバス）。
ヴァイオリン蒐集家の父親が事業を失敗。学費のために日々アルバイトに精を出すが、練習不足という本末転倒の結果に。父親が密かに所蔵していた「呪いの楽器」をはじめとする高級ヴァイオリンを売却して以降は家計が立ち直り、遅れを取り戻すべく猛練習に励む。同じくコンバスのカーくん（岩井一志）とは、Sオケ初のカップル。将来はウィーン・フィルのメンバーになるのが夢（作中で千秋の独白としてウィーン・フィルは女性は入れないとあるが、現在は女性や東洋人にも僅かではあるが門戸が開かれている）。ドラマではR☆Sオケに選ばれるが原作では選ばれていない。
岩井 一志（）
演 - 山中崇、声 - 中村悠一
Aオケにも参加するほどのコントラバスの実力者。通称カーくん。桜とは対照的にかなり背が高い。
最初は、練習不足でチューニングすらままならない桜に意地悪したが、佐久家の家計が立ち直り実力を伸ばすと、態度を軟化。そしてSオケ初のカップルに。
玉木 圭司・橋本 洋平（たまき けいじ・はしもと ようへい）
演 - 近藤公園（玉木）・坂本真（橋本）、声 - 古島清孝（玉木）・鈴木達央（橋本）
通称、ダーティーペア。アンチ千秋を目論むSオケの2人組。
練習中・打ち上げなど様々な場面で千秋を陥れようとするが失敗。玉木は薫に憧れていたが、最後までまったく相手にされず。恋愛面でも千秋に敗北。共に音楽関係の会社に就職。
金城 静香（）
演 - 小林きな子、声 - 橘U子
泣き虫のヴィオラ奏者。
千秋・シュトレーゼマンの両方から男と間違われる容貌だが、大学卒業とともに結婚（相手は45歳）、今村姓になる。
大河内 守（）
演 - 遠藤雄弥、声 - 近藤孝行
指揮科の学生。かなりの自信家で、千秋を一方的にライバル視。服装まで真似しているが、実力、ルックス共に劣る。千秋は彼の存在を知らず、周囲からもライバルだと認められない。
シュトレーゼマンに袖の下を送って代役でAオケの指揮をするも大失敗。学園祭では千秋がAオケとピアノ協奏曲をやることになり、Sオケの指揮者に名乗り出て、ピアニカをフィーチャーしたSオケ独自編曲の「ラプソディ・イン・ブルー」の指揮を無事にこなした。ファンブックの番外編では、R☆Sオーケストラの松田の助手として入り込み、さらに千秋の「盟友」と偽って千秋のファンの女性と仲良くなり、彼女の母親が所属する合唱団の指揮者になった姿が描かれている。合唱団は多摩地区で優勝した。
「あべしっ!!」など『北斗の拳』のキャラクターを彷彿とさせる台詞が口癖。また、ドラマではカラオケで『地上の星』が十八番であることを明かしている。

## R☆S（ライジングスター）オーケストラ
峰 龍太郎（）
奥山 真澄（）
それぞれ前述の通り。
三木 清良（）
演 - 水川あさみ、声 - 小林沙苗
1980年4月18日生まれ、牡羊座、血液型O型、身長159cm、東京都出身。
実力派美人ヴァイオリニスト。長野のニナ・ルッツ音楽祭でコンマスをつとめた際に千秋と知り合う。
ウィーンに留学していたが、ウィーン国立音楽大学卒業後に、師のカイ・ドゥーンが桃ヶ丘音大に移るのに従って同大学院編入し、千秋と同級生となる。日本で時間をもてあましている千秋にR☆Sオケの話を持ちかけ、2人でR☆Sオケを立ち上げる。また、同オケの初代コンサートミストレス（コンミス）を務めた（ドラマでは、最初から桃ヶ丘音楽大学の学生でAオケのコンミスになっているが、原作ではAオケのコンミスは別人）。師匠から贈られた安眠枕のせいで、押売コンクール当日に生まれて初めて首を寝違え、屈辱の2位に留まることに。
のだめとは違った意味で千秋の人生を変えた人物でもあり、千秋とはお互いの実力を認め合い、信頼し合う仲である。R☆Sオケの活動を通して峰龍太郎と恋人同士になる（もっとも、初めて会ったときから意気投合はしていた）。高橋紀之にコンマスの座を譲ると同時にウィーンに戻り、2年間峰とは遠距離恋愛という形で文通していたが、カントナ国際コンクールヴァイオリン部門で3位入賞&特別賞受賞。これを期に日本への帰国＆R☆Sオケへの復帰が決まった。帰国後は日本の音楽事務所に所属しながら日本を拠点とし、演奏家として活動中。
主要登場人物ではあるがR☆Sオケ在籍中はのだめと面識がなかった。しかし、噂には聞いていた模様。ウィーンに戻った後に観光に訪れたのだめと会っている（清良が千秋をオーケストラに誘いに来た際にのだめも少し離れたところにいたが、清良は千秋しか目に入っていなかったようである）。
黒木 泰則（）
演 - 福士誠治、声 - 松風雅也
1981年11月13日生まれ、蠍座、血液型B型、身長175cm、埼玉県川越市出身。
実力派オーボエ奏者。リード作りが日課であり趣味。のだめを本名（「恵ちゃん」）で呼ぶ、数少ない人物。あだ名は「くろきん」、（フランス人からは）「ヤス」。
実直で義理堅い性格と古風な容貌は「いぶし銀の武士」という印象を与え、彼の手にかかるとモーツァルトすら「いぶし銀」になってしまう。あまりにも素直なため、物を言い過ぎてしまい、知らず知らず人を傷つけていることも。何の因果かのだめに一目惚れしてしまい、その時は演奏が見事にピンク色になるなど、精神状態が演奏に反映されやすい。押売コンクール本選観覧にのだめを誘いかけるも、千秋に対する愛を目にし、失恋。そのままコンクールで大失敗。 だが、実力は千秋や本場欧州のプロ達をも唸らせるほど。
パリのコンセルヴァトワールに留学し、図らずものだめ達と再会。ついに部屋の惨状・奇行等のだめの本質を目の当たりにするが、それでも良好な関係を築いている。千秋の勧めでマルレ・オケのオーディションを受け、入団。新首席オーボエ奏者に就任。ターニャと初めて（のだめを介さずに）出会ったときは、フランス語で「根暗・陰湿」を暗喩する青緑色("C'est glauque")、に形容され、ターニャとの予期せぬ再会でも表情が固まり、再び同じことを言われる。また寝込みにキスされ動揺し、彼女の臨むコンクールの観覧に誘われた際には「関係ない」と激しく拒否した（が、千秋の説得により観に行く）。マルレのオーディションではターニャに伴奏を頼んだり、コンクール敗退で帰国が決まった彼女に無償でルームシェアを申し出たりと、距離が縮まった。ドイツで開催のコンクールのあと、遂にターニャと交際を開始。彼女を伴って帰国、R☆Sオケに大歓迎を受ける。日本滞在中にターニャにプロポーズするが、返事は保留される。5年後を描いた続編ではターニャと結婚し、ドイツで一緒に暮らしている。
菊地 亨（）
演 - 向井理、声 - 諏訪部順一
10月23日生まれ、天秤座、血液型B型、身長178cm、群馬県出身。
実力派チェロ奏者。ボストン留学から日本に帰国。
国内コンクールでの優勝経験あり。しかし筋金入りの女たらし。押売コンクール優勝祝に彼女たちが同時に駆けつけ三つ股が発覚。祝賀ムードは一転、修羅場になった。更に彼女の一人の島袋いずみの夫から暴力をうけ、足を骨折。愛着のあるR☆Sに戻った時に気まずくないように、レベルが高いと見たR☆Sの女子には手を出さなかった。しかしまたも女性問題でボストンから逃げ帰ってからは、考えを変えたのか口説き始めている。
高橋 紀之（）
演 - 木村了、声 - 石田彰
ヴァイオリン奏者。
ブッフォン国際ヴァイオリンコンクール3位入賞経験あり。R☆Sオーケストラの公演に衝撃を受け、芸能界入りの話を蹴り入団を千秋に直談判。コンマスの座を清良から奪った。真澄ほど露骨ではないが男色の気あり。千秋のことを狙っていたが、美形なら誰でも良く現在は松田に夢中。コンセルヴァトワールの卒業生であり、その時に彼氏がいた。
木村 智仁（）
演 - 橋爪遼、声 - 神谷浩史
ニナ・ルッツ音楽祭で峰と初めて出会い、文通で仲良くなる。その後、峰の推薦により晴れてR☆Sオケへの参加が許される（が、実際には乗っている曲が少ないので事務員も兼ねている）。
ドイツ語でのカイ・ドゥーンと千秋の話を盗み聞きして、傍にいる峰に同時通訳できる技能持ち。独特の髪型で、あだ名は沙悟浄（木村は峰をサルと呼んでいる）。ドイツの親から送られた服のセンスが微妙で、鈴木萌に目をつけられる。最終的に彼女と結ばれ、京都の楽団に在籍中。
相沢 舞子（）
演 - 桜井千寿、声 - 関山美沙紀
ニナ・ルッツ音楽祭で千秋たちと出会うパーマのポニーテールのフルート奏者。
大学卒業後は海外留学。アルコールが入ると自己主張が強くなる。
峰 龍見（）
演 - 伊武雅刀、声 - チョー
中華料理「裏軒」の主人で、龍太郎の父。息子を溺愛。
息子や彼のオケを馬鹿にする客には容赦なく怒りを向ける。千秋のことを、息子の勉強を見てもらってから「先生」と呼ぶ。息子と千秋の後押しで、R☆Sオケにおける活動の全面的協賛を行う。また、SオケやR☆Sオケが成功を収めるたび、それに因んだ新メニューを作っている。作者によると本作屈指の人気キャラであるらしい。

このほか、ドラマではダーティーペアや桜、静香を始めSオケのメンバーも多数加入している。

## 大学関係者
江藤 耕造（）
演 - 豊原功補、声 - 中井和哉
4月6日生まれ、牡羊座、血液型O型、身長175cm。
桃ヶ丘音楽大学ピアノ科教授。大阪府出身で関西弁の熱血教授。
単なる見かけ倒しではなく、実際に有能で権力もあり、担当するのは優秀な学生のみ。そのレッスンは「エリート専門江藤塾」と呼ばれ、ハリセンを手にしたスパルタ指導で、どれだけ優れた学生だろうと罵詈雑言を浴びせることからも、学生から恐れられている。また、その中で優秀と感じた学生には自宅に連日泊まらせてのレッスンを行う。あだ名はそのまんま「ハリセン」。千秋のピアノ科担任であったが千秋に見限られ、谷岡と担任交代して指導したのだめには拒絶されたためハリセンを捨て、指導スタイルを変えた。のだめのコンクール参加の際は、彼女のたっての希望もあり自宅での指導をしていた。
のだめ曰く「のだめと千秋のボケとツッコミ」という日本のエスプリの師。
江藤 かおり（）
演 - 白石美帆、声 - 平松晶子
江藤の妻。初登場時38歳。
かつて声楽をやっており、のだめがコンクールで着用したど派手なドレスは全て彼女のお下がりである。「未だに耕造さんが花しょって見えるときがある」と自分で話すくらい、夫とは今でも相思相愛。夫のスパルタ教育で疲れた教え子を優しく陰で支えている。
谷岡 肇（）
演 - 西村雅彦、声 - 小形満
桃ヶ丘音楽大学ピアノ科教授。
主に落ちこぼれを担当すると言われ、彼の生徒になっただけでへこんでしまう学生も多い。しかし実際には実力主義に固執した生徒に、「音楽を楽しむ心」を取り戻させることができる稀有な存在。人は良いがいまひとつやる気に欠ける（本人曰く「やる気のない生徒にやる気を出させるほど、やる気のある教師ではない」）。
元のだめの担任で、江藤と決別した後の千秋の担任でもある。しかし、生徒が実力をつけるに越したことはないという考えは持っており、のだめとは息の合ったレッスンを行っていたが、担任の座をあっさりと江藤に明け渡してしまった。
桃平 美奈子（）
演 - 秋吉久美子/青年期：稲葉瑠奈、声 - 一城みゆ希/学生時代：藤村歩
桃ヶ丘音楽学園の理事長。海外に行けない千秋を気にかけていたが、シュトレーゼマンと異なり、のだめの才能に気付けなかった。
若い頃は海外で活躍し、「東洋の宝石」と呼ばれ、美貌の天才ピアニストと謳われたが、指の病気を患いピアノを断念。日本に帰国後、作家と結婚するが後に離婚。
昔シュトレーゼマンとささやかなロマンスを繰り広げたことがあるらしく、彼が指揮者を目指すきっかけを作った。2人は現在でも親交があり、「フランツ」「ミーナ」と呼び合っている。また、かつてカイ・ドゥーンとシュトレーゼマンの間で彼女をめぐる死闘があったという話を聞いた千秋は、「魔性の女」と心の中で称していた。千秋を気にかけつつも、ちょっかいを出そうとしていたシュトレーゼマンに「手を出すな」と言ってペーパーナイフを投げつけたことがある。
桃平 沙夜子（）
声 - 足立友
理事長の妹。
理事長と顔つきがそっくりで、その担当の姉から代理を頼まれるほどだが、対照的に体は太っており、「理事長デブ疑惑」浮上の一因となった。峰パパと仲がよく、姉を呆れさせるほどしょっちゅう学園のツケにして裏軒で食べ、10人前完食を達成したことも。
多賀谷 彩子（）
演 - 上原美佐、声 - 生天目仁美
4月7日生まれ、牡羊座、血液型A型、身長157cm、神奈川県出身。
千秋の元彼女。多賀谷楽器社長令嬢。声楽家を目指すお嬢様。
美人で優秀だがプライドが高く、千秋に言わせれば「底意地が悪い」。別れた後も千秋に未練があり、スランプに入ったこともあって、何度も音楽を棄てようと思ったこともある。しかしライバルの菅沼が学祭のオペラで、そんな自分の姿をモデルにして浮気女を演じたことを知り、みっともない自分を認めて開き直った瞬間、スランプから脱し、再び歌に生きることを決意するきっかけとなる。
菅沼 沙也（）
演 - 井上佳子、声 - 新井里美
彩子の同級生。思いがけず彩子の欲しがっていた役を奪ったことから、猛烈な嫌悪感やライバル意識を持たれていて、「ブー子」と呼ばれている。
初登場時はかなりの巨体だったが、テノールで首席の山本君に恋をしてからはダイエットに励み、少しスリムになった。千秋に未練たっぷりな彩子をモデルに、学祭で（彩子曰く「見ていて恥ずかしくなるぐらいイヤらしい」）ドラベッラを演じ、千秋に「小さな枠に収まりきらない演技力がある」と評される。番外編では、体重は元に戻り、押コン声楽部門第2位になって(1位はなし)、白薔薇歌劇団の主宰を務め、R☆Sオケとの共演で「魔笛」のパミーナ役を評価されて専門歌劇団への就職を決め、白薔薇歌劇団は解散となった。
石川 怜奈（）
演 - 岩佐真悠子、声 - 千葉紗子
のだめの友人。ピアノ科在籍。
学祭の仮装Sオケではピアニカで参加。桃ヶ丘音大卒業後はレコード会社に就職。
田中 真紀子（）
演 - 高瀬友規奈、声 - 比嘉久美子
のだめの友人。ピアノ科在籍。
いつものだめに昼食を狙われている。Sオケの定期公演以来、峰のファンになる。学祭では彼の仮装のデザイン案を出すも却下されてしまう。学祭の仮装Sオケではピアニカで参加。桃ヶ丘音大卒業後は居酒屋でアルバイトをしている。
中村 みどり（）
声 - 森夏姫
ヴァイオリン科教授で峰の担任のオールドミス。
裏軒のパフェが好きで、あだ名はそのまま「パフェ」。ヘアカラーを多用して若作りし、イケメン学生が大好き。小田切たちと「教授トリオ」を結成し、峰の実家とも知らずに裏軒で峰やSオケの悪口を言っている。
小田切 次郎（）
声 - 最上嗣生
ピアノ科教授。おにぎりの海苔のようなバーコード頭で、あだ名は「おにぎり」。「教授トリオ」のひとり。
パフェこと中村みどりに想いを寄せている。
教授
「教授トリオ」の中で一番影が薄いが一番の権力者。
Sオケの廃止・存続の決定や、生徒の進級・卒業に関する権限を持っている。
早川 有紀夫（）
演 - 諏訪雅
指揮科の学生。
大学在学中にドイツ留学してヴィエラに師事。そのため千秋からは一方的にライバル視され、太っているため陰で「ハム」「ソーセージ」と呼ばれている。声楽家の母がおり、その縁で彩子とも親しい。
カイ・ドゥーン
演 - ジョン・ヘーズ、声 - 斧アツシ
ドイツ人。ベルリン弦楽四重奏団の一人で、清良のバイオリンの師匠。元ベルリン・フィルのコンマス。
シュトレーゼマン帰国後、入れ替わるように桃ケ丘音大の客員講師に。前述の通り、理事長を巡ってシュトレーゼマンと死闘を繰り広げたらしく、彼らのことを「フランツ」「ミーナ」と呼ぶ。「百戦錬磨の世界のコンマス」と称されるほどの卓越した演奏技術を持つ。かなりの巨躯で、バイオリンが小さく見えるほど。マルレ・オケの元コンマスでもある（当時の指揮者はシュトレーゼマンであった）。「ヨロシク」を「ヨロシコ」と間違えて発音している。
森 ハナヨ（）
声 - 森夏姫
声楽科教授。菅沼の恩師で、番外編で初めて名前が明かされた。TVアニメ版Lesson12話では「教官」のみの表示。

## 家族・親族

### 野田恵（のだめ）の家族
野田 洋子（）
演 - 宮崎美子、声 - 湯屋敦子
のだめの母。通称ヨーコ。
裁縫以外の家事は苦手で、同居している義母に任せっきり。唯一得意とする洋裁はプロ級で、のだめの普段着用ワンピースやフォーマルドレスはお手の物。さらに千秋の服も作ろうとしており、実際ワイシャツを製作しフランスにいる千秋の元に送っている。のだめに「遺伝」したごみの山は音大生の女性やピアノ教室の花桜先生が自宅に来た際の場面（コミックス9巻p.173）にさりげなく描かれている。世界デビューを飾った娘の里帰りに際し、マスコミに連絡をし自らも派手に着飾って取材陣に備えるも、結局空港にマスコミはいなかった。のだめのソロ・リサイタルのあとに結納があると信じ（妄想し）ている。
野田 辰男（）
演 - 岩松了、声 - 大川透
のだめの父。
東京でサラリーマンをしていたが、のだめが10歳のとき、福岡に戻って実家の海苔農家を継ぐ。なお、洋子の掃除下手（に伴う生活空間の減少）も引っ越しの一因らしい。野田家の中で、のだめのことを一番心配している。趣味は和太鼓。オヤジギャグ好き。里帰りの娘の出迎えにトレンチコートを着込んで娘を驚嘆させたり突飛な行動もするが、のだめのソロ・リサイタル時に妄想を膨らませる両親と妻をたしなめるなど常識的なところも。
野田 佳孝（）
演 - 別當優輝、声 - 代永翼
のだめの弟。通称よっくん。料理と貯金が大好きな大学生。
のだめ製作のオリジナルフォント「みそ字」を勝手に販売し、収入を独り占めするちゃっかりした面も。高い金を出して音大に行かせてもらっているのに、卒業年次になっても就職活動をしていない姉を「不良債権」呼ばわりする。
野田 喜三郎（）
演 - 江藤漢斉、声 - 園江治
のだめの父方の祖父。野田家では最も物静かで、大学生の孫たちにもお年玉をあげる優しいおじいちゃん。海苔農家の初代。
のだめのソロ・コンサート会場を千秋とのだめの結納の会場だと勘違いし紋付袴を着用。それを見た峰や真澄に「あれがのだめの親族！？予想以上ね！！」と感嘆させた。
野田 静代（）
演 - 大方斐紗子、声 - 上村典子
のだめの父方の祖母。
洋子にかわって一家の炊事・洗濯・掃除を一手に引き受けている。コンクールで失敗した傷心ののだめに、再びピアノに向き合う情熱を取り戻させた。

のだめの実家が福岡ということでドラマ／アニメとも九州出身者を意識してキャスティングされている。出身県別にまとめると父・母役はドラマ／アニメともに九州出身。宮崎美子（熊本）、湯屋敦子・岩松了（長崎）、大川透（鹿児島）、上村典子（福岡）となる。

### 千秋真一の家族・親族
三善 征子（）
演 - 黒田知永子、声 - 三石琴乃
千秋の母。家庭を顧みない夫と離婚し、実家に出戻っている。
お嬢様育ちで世間知らずに見えるが、実は現実的。離婚の際にも慰謝料代わりに夫からマンションひとつ取り上げたほど。若い芸術家を援助する財団を運営しており、のだめの留学も支援した。千秋の外見はどうやら母親似。のだめとはメル友の関係で仲が良く、のだめから「お義母（かあ）さま」と呼ばれている。また千秋に対し「貴方の天使」と評するほど、のだめを気に入っている。ただし、のだめ天使説について、後に千秋は違和感を持ち、天使はもしかして自分であって、のだめを檜舞台に導くように仰せつかった神の遣いが自分であったかもと述懐している。
千秋 雅之（）
声 - 堀内賢雄
千秋の父で、世界的に有名なピアニスト。
征子と出会ってから成功を収め、三善家の支援もあって世界的に有名になった。しかし音楽活動にかまけて家庭を顧みず、マネージャーとの浮気現場を息子に目撃されたことも。千秋が12歳のときに征子と離婚した。ヴィエラと親しく、彼がヴィエラの公演のチケットを千秋に送った事がきっかけで千秋は指揮者を志すようになった。なお、顔の全容が初めて描かれたのは第94話（コミックス16巻）最終コマ。第三者から血縁関係を問われた真一が「関係無い」と即答するほどに父子のわだかまりが残っていたが、長田やアンナから見れば「同じこと言ってる」らしく、千秋の中身は父親似。ヴィエラの策略で、息子と再会した時にのだめとのことでアドバイスをする羽目に陥った。
三善 竹彦（）
声 - 大塚芳忠
千秋の叔父、かつパトロン。
家族想いで特に娘にはデレデレだが、三善商事を二代目として引き継ぐと完璧主義が災いして仕事に没頭、精神の余裕を無くす。そのせいか妻・千春が家出することも。千秋に音楽を棄てさせ後継者にしようと目論んでいたが、現在は指揮者としての成功を願っている。千秋が指揮者としてデビューしてからは、日本・欧州を問わず、節目の演奏会には三善一家全員で出向いて観客の反応に気を配る良きパトロン。のだめを気に入っており、自邸への出入りや宿泊を許し、のだめの日本デビューリサイタル後の祝宴で乾杯の音頭を取るなどしている。
三善 俊彦（）
声 - 吉野裕行
千秋の従弟で初登場時中学生。
進学校に通っており、幼少期は「真兄（しんにい）になりたい」とバイオリンに熱中したが、今は見切りをつけ父の跡を継ぐべく勉学に励んでいる。父譲りの割れた顎を気にしている。母の家出の原因が父にあると思っており、また甘やかしとスパルタが両極端な父に反発することもしばしば。その実、自分の存在を認めて欲しいという、ナイーブで屈折した心理も見せる。情報技術に強い。アニメフェスタに行くのだめとターニャにコスプレの助言をしたりと、アキバ文化にも精通している模様。「みそ字」ユーザー。
三善 由衣子（）
声 - 折笠富美子
千秋の従妹で初登場時小学生。
千秋を「真兄ちゃま」と呼んでべったり甘えており、千秋も由衣子を可愛がっている。家庭環境の悪化から妙に大人びた表情を見せていたが、のだめと打ち解けたことで子供らしさを取り戻す。幼稚園教諭を目指すのだめに「友達だけど先生じゃない」と断言した。その後成長し中学生になったもののまだ千秋にべったりな様子、リュカいわく「野に咲くバラ」。のだめから一挙転身をはかったリュカとパリにてデートをし、千秋に嫉妬を抱かせる。（24巻限定版DVD）
三善 誠一郎（）
声 - 青森伸
千秋の祖父で、作中では故人。三善商事初代社長。
大きな包容力を持ち、音楽を愛する優しい人（特にエルガーが好き）。そのため征子の夫・雅之の活動も全面的に支援していた。
坂田 千代（）
声 - 笹森亜希
三善家の住み込み家政婦。
無表情で料理が苦手だが、忙しい竹彦と家出中の千春にかわって子供たちを守る、頼れる存在。パリ留学直前ののだめが三善家に下宿した際、“のだめ部屋”を見て強盗が入ったと勘違いした。

## フランス・コンセルヴァトワール
シャルル・オクレール (Charles Auclair)
演 - マヌエル・ドンセル（日本語吹替 - 柳澤愼一）、声 - 清川元夢
5月9日生まれ、牡牛座、血液型O型、身長173cm。
フランス人ピアニストで、指導者としても優秀であり、有名なピアニストを何人も育てた名匠（フランクやRuiが指導を希望するほど）。
審査員を務めた「マラドーナ・ピアノ・コンクール」でのだめの才能を見出し、パリのコンセルヴァトワールへの留学を推薦した。現在、同音楽院での指導教官を務める。のだめには師であることとその外見から、「マスター・ヨーダ」と呼ばれている。のだめの音楽の未熟性を揶揄して、彼女を「べーべちゃん（赤ちゃん）」と呼び、数々の指導を経て、プロの段階に達した時に初めて「メグミ」と呼んだ。また、相手が学ぶべき方向を間違えていると考えた場合「君はここ（フランス・パリ）に何しに来たの？」と質問する。
20年ほど前にシュトレーゼマンと共演をしたことがある。シュトレーゼマンより年下だが、マーメイドジュースの効果なのか、オクレールの方が年上に見えてしまう。
天然ボケで、のだめと会話がかみ合わないことも。のだめはそのことを「2人ともボケなのが敗因」と言っていたが、本性は非常に優れた指導者であり、のだめの音楽のモチベーションや向き合い方などを見抜き、彼女をピアニストへと成長させるための指導を続けてきた。日本のお饅頭と甘い物が大好き。
リュカ・ボドリー (Lucas Beaudry)
演 - 尾台凌平、声 - 佐藤利奈、下野紘（青年時代）
わずか12歳にしてコンセルヴァトワールに入学した天才ピアノ少年、のだめの同級生。
学校の勉強は通信教育でこなし、のだめと出会うまでは一人遊びに興じていたが、今では10歳の年齢差がありながら良き遊び相手となっている。祖父は有名な音楽学者で教会のオルガニストでメシアンを髣髴とさせる。のだめに淡い恋心を抱くが、ノエルの夜にあえなく玉砕。
第91話で久しぶりに登場。夏休みの3か月の間に成長期に入り、声変わりし背もかなり伸びてのだめを驚かせた。のだめの外見（東洋人は若く見える）と言動から年齢差は2 - 3歳と思い込んでいたが、10歳年上と知りショックを受けた。15歳で指揮科入学を決める。惚れやすい性格な模様。千秋の従妹・由衣子にデートを申し込み、千秋を「水際で殺す！！」と息巻かせた。
孫 Rui（ソン・ルイ）
演 - 山田優、声 - 大原さやか
米国育ちの中国人ピアニスト。父はNYジャズのクラリネット奏者。母はマネージャー。
リストの超絶技巧練習曲などの難曲を弾きこなし、10歳の頃から演奏活動で世界中を回っている。人に頼みごとをするのが上手で、周囲を振り回すこともある。ショッピングが大好きで、部屋はのだめに負けず汚い。なお千秋とは英語で、のだめ達とはフランス語で話す。
カーネギー・ホールでの演奏会において、「技術に走りすぎて表現が浅い」と酷評されてしまう。その後上海でシュトレーゼマンの代理で千秋と共演をし、以降彼に好意を持つ。その後演奏活動に嫌気が差し、母親に反発してコンセルヴァトワールに留学するが、のだめの技術に触発され、千秋とのラヴェルのピアノ協奏曲で再び演奏活動を再開し、同時に失恋を体験する。
前述の超絶技巧や活動歴、そしてのだめの最大の目標である「千秋との共演」をしたことで、千秋曰く「のだめの鬼門」となってしまう。以降Rui本人の意図とは別に、彼女の存在はのだめの障壁となり、彼女に幾度も焦燥感を植え付け、ラヴェルの共演では、一度目標を完全に見失わせた。
フランクと同じく担当はアルマン先生だが、個人的にオクレールに手打ちチョコを贈り、レッスンを半ば強制的に申し込んでいた。その後、音楽祭でフランクと共演し、2人の間に恋が芽生えそうな兆しを見せた。経歴からはユジャ・ワンを髣髴とさせる。
ポール・デュボワ (Paul Dubois)
演 - チャド・マレーン、声 - 保村真
コンセルヴァトワールのバソン科に在籍するフランス人学生。
千秋も認めるほど演奏技術は高い。室内楽の試験のため、のだめ、黒木とトリオを組む。和食好きで、トリオにも「ヤキトリオ」と名づけた。すぐに「ノン！」と言う。時代の流れでバソンではなくファゴットを募集していたマルレ・オケのオーディションにわざわざバソンで挑み、合格。唯一のバソン奏者として加わることになる（自称「マルレ・オケにバソンを残す会 会長」）。顔が一家全員そっくり。
デュマ (Dumas)
のだめの初見演奏の先生。初見が大の苦手なのだめに振り回されつつも、しっかり教育中。
マジノ
演 - 猫背椿、声 - 世戸さおり
ピアノ科のアシスタント。オクレール先生のレッスンの前に厳しい予習・復習を課す。
音楽に対しては厳格だが、良き相談役でもある。人生に恋は不可欠だと信じている。
アナリーゼの先生
演 - セイン・カミュ
名前は不明。のだめとリュカが初めて出会ったクラスを担当。作曲科の先生で、淡々と授業を進める。

## パリのアパルトマンの仲間
アンナ
演 - ロザンナ、声 - 須藤絵里花
三善家所有のアパルトマンの現地管理人。
長田や雅之・征子夫妻とは長い付き合いだが、千秋家の事情から現在雅之に対しては冷たい。若い頃は美人だった。
フランク・ラントワーヌ
演 - ウエンツ瑛士、声 - 浅沼晋太郎
コンセルヴァトワールのピアノ科に在籍するフランス人学生。
初見と室内楽の伴奏が得意で、他の演奏者から競演をよく頼まれる。「プリごろ太」をはじめとする日本のアニメやマンガが好きなオタクで、オタクを侮辱されると怒る。日本人女性が好みらしく、当初のだめに好意を抱いていたが、のだめが自分を凌ぐオタクであることにショックを受けて失恋、現在は良き音楽友達兼オタク友達となっている。面倒見がよく、ターニャやユンロンを実家に招くこともある。
元々はエコールノルマルの学生だったが、課外授業の担当だったオクレールのレッスンを受けたい一心から、コンセルヴァトワールに転入したが、選ばれずにショックを受ける。またターニャやユンロンがコンクールの準備で練習に励む姿を見て、伴奏者としての自分に迷いを抱く時もあったが、ヤドヴィカとの競演で他人と演奏することの楽しさと自分の進む道を再確認する。最終巻では先生の紹介でRuiとフォンティーヌ音楽祭で競演することになり、結果的に転入が無駄にならなかったどころか、演奏を通してRuiと互いに惹かれ合う描写が見られた。単行本の巻末によるとモデルとなったリアルフランクがいる模様。
タチヤーナ・ヴィシニョーワ（ターニャ）
演 - ベッキー、声 - 伊藤静
コンセルヴァトワールのピアノ科に在籍するロシア人留学生。男好きで厚化粧だが素顔は純朴。
紫やヒョウ柄等、かなり派手なファッションセンスを持ち、元彼に「君はダサい」など散々言われてフラれた（フランク談）。演奏する曲は「恋慕」を主題とした曲が多いが、曲に自己陶酔し過ぎる癖がある。料理では千秋にも負けないほどの腕前を持つ。
留学の理由は「海外で男を作って暮らす」と周囲に言っているが、実際はロシアにいた頃に、同級生から陰湿な言葉のいじめを受けていたことが一番の理由になっており、帰国を何より拒んでいる。そのため自身を「ピアノが無ければただの田舎娘」と卑下している。
黒木とは一度のだめを介さずに出会っているが、一目で「C'est glauque!（暗ーい）」（直訳すると「青緑」）と評するなど、第一印象は最悪だった。しかしサン・マロののだめリサイタルの際、オーボエを吹く彼の姿に惹かれ、恋心を抱く。その後黒木のオーディションの伴奏を引き受ける、寝ている黒木に不意打ちキスをするなど、徐々に距離を縮めた。のだめカレーで食中毒になり倒れるが、これをきっかけにダイエットに成功、美貌が大幅に磨かれた。
千秋や黒木の演奏に触発され、「卒業までにコンクールに出る」と宣言し、カントナ国際コンクールに出場して2次予選まで進むが、シューマンの「クライスレリアーナ」で、自己陶酔の癖が災いし落選。学校での成績が良くなかったこともあり、卒業と同時に国からの援助が打ち切りの危機となったが、室内楽の試験に合格し三善征子の援助を受けパリに留まった。黒木が出場したドイツのコンクールに伴奏として同行した後、彼から交際を申し込まれ、正式に恋人となる。黒木の帰国にも同行しR☆Sオケから大歓迎を受け、同時に黒木からプロポーズされた。その後院で新設されたフランスでの教師の資格が取れるクラスに入りたいと考えている。
李 雲龍（）
声 - 日野聡
エコールノルマルのピアノ科に在籍する中国人留学生。
神経質でお金に細かいが、アパルトマンのメンバーを気遣う優しさものぞかせる。のだめに負けず劣らず大食いで、一つの食べ物を分けるときは自分が一番多く食べないと気が済まない。家族が大好きで、しばしばホームシックになる。同じ中国出身のピアニストである孫 Ruiに憧れているが、その憧れが時に重圧となっている。
ターニャと同じく、カントナ国際コンクールに出場。緊張しすぎてテンションが空回った演奏になってしまい、1次予選で敗退。母国の叔父の下でピアノ講師になることが決まり、帰国した。表面上は強気にふるまっており、ターニャからも「帰国が決まってから気楽なもの」と言われたが、実際は上がり症が原因で夢を断念せざるを得なくなったことにショックを受けており、悔し涙を流していた。
長田 克広（）
声 - 金光宣明
40代の日本人画家。通称「ムッシュー長田」。
絵は趣味で主な収入は通訳など。壁の絵を描き続けるかたわら、アパルトマンの住人たちの「音」の抽象画を描いたりもしている。第1作は千秋の父親・雅之の音がモデル。昔からアパルトマンに住んでおり、かつて滞在していた雅之とは友達だった。幼い千秋から50フランを奪って逃げた経験あり。ターニャと同様、のだめお手製カレーで食中毒で倒れる。モデルは画家の長田克彦。アニメでは出番がかなり省略されている。
奈村 里麻（）
声 - 牧野由依
一時帰国のピアノ科の留学生。
受験を兼ねて一日中ピアノの練習したため現在のアパートの住人から苦情を言われた。そのことで、部屋探しに黒木泰則に世話になっていた。ターニャの口利きで、アパルトマンに移り住むが、入試に落ちたため日本に帰国した。わがままかつ引っ込み思案な性格で、物事をはっきり言うターニャに恐れを感じ己の用件を全て黒木に任せきりにしていた。
ヤドヴィガ（謎の眠り姫）演 - エグランティーヌ・ランボヴィル（日本語吹替 - 蒼井優）
通称ならびに自称・ヤドヴィ。17歳の作曲科のハンガリー人の女の子。
初めて登場したときはベッドの中で唸っており、ファンブックでは「謎の眠り姫」とクレジットされていた。滅多に姿を現さず、「幽霊学生」と呼ばれている。102話では、「テルミンとピアノのための小品集」を発表。フランクの伴奏つきで演奏した。音程の合いにくいテルミンをみごとに弾きこなし、フランクを驚かせた。その後エジプトからかえってきたばかりののだめと再会し、彼女に音楽の楽しさを再発見させる。その時はテルミンではなく打楽器を演奏していた。「嘘つきシャルロッテ」という子どもむけの歌を作る。日本語訳はのだめが担当。のだめの二度目のサンマロリサイタルは長田氏やポールとともに参加した模様。アニメでは省略されており、役割やセリフは他のアパート住人等に振り分けられている。

## ルー・マルレ・オーケストラ
トマ・シモン
演 - マンフレット・ウダーツ、声 - 津田英三
マルレ・オケのコンマスのヴァイオリン奏者。
気に入らない指揮者やメンバーに対する態度が高圧的で、そのため「マルレの独裁者」と噂されている。しかしそれは、音楽に情熱を傾け真剣に向き合っている証。シュトレーゼマンとカイ・ドゥーンの「ドイツ人コンビ」が在籍していたころのマルレ・オケの演奏に憧れマルレ・オケの入団を決意した。シュトレーゼマンの自作自演（初演）を聞いたことあるなど、マルレ・オケの生き字引的存在。千秋とは価値観が似ているため、周囲からは2人が結託しているように見える。
テオ
演 - なだぎ武、声 - 興津和幸
マルレ・オケの事務局員兼ライブラリアン。
うっかり者だが、強運と要領の良さで数々の危機を乗り越えている。のだめの言うこと（妄想）を真に受けてしまい、のだめを千秋の妻として認識している。よく変なTシャツを着ている。
ノエミ・クルベ
演 - シンシア・チェストン、声 - 滝田樹里
マルレ・オケのチェロ奏者（映画ではフルートを吹いている）。
大きくウェーブのかかった赤毛が特徴で、千秋は心の中で「赤モジャ」（モジャモジャ）と呼んでいる。変装した千秋の正体を見破るという鋭い部分もある。副業でマルレ・オケのポスターやプログラムのデザイン、アメリカンコミックの翻訳もやっている。友だちがプリごろ太の翻訳を手がけているらしい。
黒木 泰則
前述参照
アレクシ・ソラン
演 - ニコラス・コントス、声 - 新垣樽助
オーボエのセカンド（黒木の隣）。看護師の妻と幼稚園児の娘カトリーヌ（声 - 釘宮理恵）を持つ。
練習中に職場にメールを打っていたため、千秋から「ケイタイ」と呼ばれている。毎晩地下倉庫で猛練習している（カトリーヌ談）。黒木を「新しい首席さん」と呼び、リードを作る時間も無いらしく、黒木のリードをもらったりするなど、部下的存在においている。
チェロ首席
演 - ウォルター・ロバーツ
旧団員。上手すぎる副首席と千秋のしぶといダメ出しで発奮、コンサートでソロを成功させる。
ダニエル
演 - ロビン・デュビー、声 - 松原大典
チェロ副首席。新団員。
金持ちの御曹司で、オケ参加はただの趣味のように見えるが、首席をも脅かす実力者である。首席のソロを聴いて、彼もまた発奮する。後ろから見るとキノコ（ノエミ談）あるいは胡桃（千秋談）。
トロンボーン隊
何度やってもリズムが合わず、「ボフッ」という音を出す人がひとりいて千秋とシモンをうんざりさせる。
チューバ奏者
「地獄のウィリアム・テル」に来なかったため、千秋の粘着質な指導を知らず楽観的だったが、初めて合奏に出て来た日に「音程を高く」と早速千秋に捕まる。
ファゴット首席
演 - ニコス・ビィファロ・ビィンチェンゾ、声 - 青木強
ポールの実力に危機感を持ったため、募集しているのがファゴット奏者であることを理由にポールの入団を阻止しようとした。
尊敬する奏者がバソンからファゴットに持ち替えたのを契機に、真似して自身も持ち替えた。そのためポールとは犬猿の仲で、ふたりの険悪な会話を間近で聞いている黒木は気が気で無かった。しかし、コンサートの成功を機に「伝統を守りたい」とバソンに戻ることを決意する。
ポール・デュボワ
前述参照
マルタン
ファーストバイオリンのひとり。席は一番後ろ。
子供の病気を理由に練習を休むが、子供はいないためサボリである。
ポッター隊
本名不明。シンバルと大太鼓担当の2人組。
2人とも面長・細身・丸眼鏡でハリー・ポッターに似ているため、千秋が心の中で命名（練習中についうっかり呼びそうになった）。「ボレロ」の最後、打楽器奏者が足りていなかったためコングにミュートをかけようとした際、躓いて頭がコングにぶつかってしまった。
ノースリーブ
演 - JiriN.Jelinek（日本語吹替 - 板倉光隆）、声 - 石井一貴
本名不明。長い黒髪を後ろで縛っている。
いつもスーツ、に見えて実は「袖無し・袖口あり」の奇妙なワイシャツを着ている。それはファッションではなくてクールビズのため（「上着を着ても暑くない。見た目普通」本人談）。自己主張の強い演奏で、合奏を乱してしまう事もしばしばであるが、千秋曰く「峰にだって（アンサンブルが）できたんだ」からとオーディションに合格した。アニメ版のクレジットでは「袖無し」となっている。千秋のマルレ・オケの日本公演では、次席奏者になっている。
ストライプ
演 - ローラン・リグレ
本名不明。ノースリーブの隣で演奏している。
ノースリーブとはよく口論している。いつも縦ストライプのシャツを着ている。副業としてパリのみやげ物店で働いている。
萌
声 - 世戸さおり
本名不明。ノースリーブの後ろの席で演奏している。
見た目がまるで妖精。髪型が鈴木 萌に似ていることから千秋が心の中で命名。アニメ版のクレジットでは「妖精」となっている。
ジェイムズ・デプリースト
前述参照

## その他フランス
ニナ・ルッツ
声 - 津田匠子
高名なフランス人ピアニスト。千秋の幼い頃からの知り合いで、「真一」「ニナ」と呼び合う。
ニナ・ルッツ音楽祭の主催者であり、のだめのピアノに駄目出しをした。音楽祭最終日にのだめのピアノを耳にし、驚愕してピアノ練習室に向かうも、直接対面はできなかった。lesson135で千秋に勝手に家のレッスン室を使用されその時に音楽祭のときに再会出来なかったのだめに会う。
現在はフランスで暮らしており、千秋が度々訪ねている。かなりの健康マニアで、二の腕を気にしている。
実は彼女自身もマルレ・オケでピアノを弾いていたことがあり、その時の指揮者がシュトレーゼマンでコンマスがカイ・ドゥーンだった。
ロラン・シュヴァリエ
演 - 三浦涼介、声 - 石井真
ウィルトール交響楽団のフランス人ヴィオラ奏者（ドラマではファゴットを吹いている）。フワフワの髪の毛が特徴の青年。
25歳でウィルトールの中では最年少の部類。人見知りだが、慣れると人懐っこい。「プラティニ国際指揮者コンクール」に参加していた千秋に興味を持ち、彼を前進させようとあれこれ助力する。視・聴の共感覚を持ち素晴らしい音楽を聴くと幻覚が見える（千秋の指揮で黒い羽根、ジャンの指揮では白い薔薇）。うんちく好き。祖母はルー・マルレオケの会員。また、エキストラとしてマルレオケの舞台に立ったこともある。
ルシー
ウィルトール交響楽団のファゴット奏者。ショートカットのセクシーな既婚女性。33歳。
千秋やジャンといった年下の男をかわいがっている。千秋を「ストイックなムンムン」と称している。
セリーヌ
声 - 世戸さおり
ウィルトール交響楽団のフルート奏者。眼鏡が似合う知的な女性。ルシー同様アイドル好き。
ジャン・ジャック・ボドリー
リュカの祖父で高名な音楽学者。敬虔なカトリックで、パイプオルガン奏者。
対位法に関する著書が難しすぎるとして絶版にされ、更に同じテーマを分かりやすく解説した弟子の本が大ヒットしたという苦い経験を持つ。

## マスコミ関係者
佐久間 学（）
演 - 及川光博、声 - 藤原啓治
音楽評論家。
雑誌『クラシック・ライフ』で「夢色☆クラシック（愛称・夢☆クラ）」というコーナーを担当している。
佐久間の流麗（かつ難解）なポエム記事にはファンが多い。千秋のことは、初めは親の七光だと軽視していたが、シュトレーゼマン指揮の『ラフマニノフ2番』でのピアノ演奏を聴いてその才能に惚れ込み、音楽活動にアドバイスをするようになる。
原作ではごつい体躯、角刈りに厚い唇という濃い外見だが、ドラマ版ではキャラクター重視で及川光博が演じている。
河野 けえ子（）
演 - 畑野ひろ子、声 - 本田貴子
雑誌『クラシック・ライフ』編集者。
ニナ・ルッツ音楽祭で、シュトレーゼマンの代理として指揮棒を振る千秋に目を付け、佐久間に引き合わせる。佐久間の難解なポエムを翻訳できる唯一の人物。千秋は、彼女と佐久間と裏軒で初対面の際に、「ケイコとマナブ」をもじって「ケエコとマナブ」と呟いた。
大川 総太郎（）
声 - 田中完
音楽評論家。
作中の全国紙『押売新聞』でクラシック評論を行っている。佐久間の師匠にあたる人物で、流麗（難解）なポエム記事の第一人者。美人演奏家好き。

## その他
瀬川 悠人（）
演 - 伊藤隆大/幼少時代：小川光樹、声 - 宮田幸季
通称スカルボ。幼少時代にのだめと同じピアノ教室に通っており、のだめは彼を見ると、幼少期のトラウマを思い出してしまう。現在も彼女を「恵ちゃん」と呼ぶ。
のだめをライバル視し「天才も二十歳過ぎればただの人」と揶揄するも、実際には彼女の才能を恐れている。（のだめが入賞を逃した）マラドーナ・ピアノ・コンクールでは最上位である2位（1位はなし）に入賞したが、そのときは「なぜ1位がいない」と自問していた。息子のコンクールには必ずついて行き、様々な心配をする過保護な母親を持つ。
ターニャやユンロンと同じくカントナ国際コンクールに出場している。2次予選を突破したようで、のだめが3次予選を観に行ったときは彼の演奏が終わったところだった。なお、この時は母親はついて来なかったが、日本から電話をかけたようである。
ジミー・メラーズ
イギリス人サクソフォーン奏者。ダリウス・ミヨーを演奏するソリストとして、ブラジルの楽団が指揮者の千秋ととも国外から呼んだ。
「硬派な奏者と聞いていた」人物だったがブラジルの海に1日過ごしただけで「ラテンの空気にやられて」しまい「性格変わっちゃった気がします」という。初めてのオケとの練習で顔をあわせたヴァイオリンの女性に一目ぼれしたと千秋に明かし、翌日には彼女と結婚を前提に付き合い始めて千秋を驚かす。
吉倉 杏奈（）
ソプラノ歌手。父の仕事の関係で長年ウィーンに住む。ウィーン時代の千秋の社交ダンスのパートナー。
ウィーンの音大を卒業後、同地でデビューした。そして真澄と意気投合。叔父夫婦に家に滞在している。ウィーンではなにか音楽関係の問題があった様子、のだめのソロ・リサイタル「疾走するキラメキ ONE-WAY LOVE」を見に行き「来るんじゃなかった、ここにも、日本にも」と考える。
峰 十和子（）
峰の母。大地主で、桃ヶ丘音大の土地も半分貸している。峰の容貌は彼女譲りで千秋からは「峰が女装してる」と言われていた。時間貸し駐車場も経営しているやり手。夫・龍見は入り婿である。息子（龍太郎）は彼女を夜の女王と呼ぶ。